# Vizinhança de von Neumann

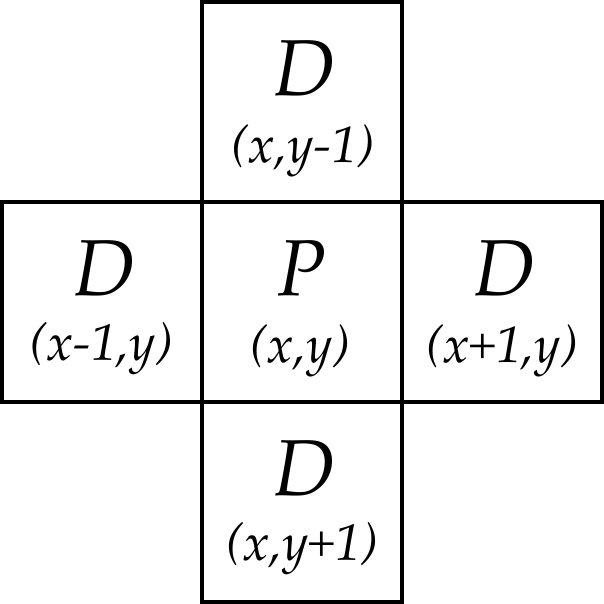
Distância de Manhattan r = 1

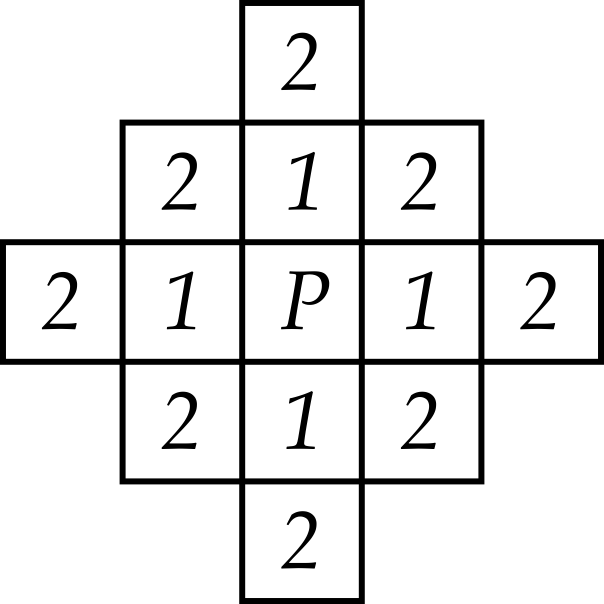
Distância de Manhattan r = 2

Em autômatos celulares, a vizinhança de von Neumann consiste de quatro células ortogonais ao redor de uma célula central em uma grade bidimensional. O nome dessa vizinhança vem de John von Neumann, que usou-a para definir o autômato de Vonn Neumann e o Construtor universal de Von Neumann.  Ela é uma das formas mais usadas para vizinhança de autômatos celulares bidimensionais, juntamente com a vizinhança de Moore, e tem uma noção similar a uma conexão de 4 pixels em computação gráfica.
O conceito pode ser estendido para dimensões maiores como uma vizinhança de 6 células no formato de octaedro para um autômato celular cúbico em três dimensões, por exemplo.
A vizinhança de Von Neumann de um ponto é o conjunto dos pontos que estão à uma distancia de 1, utilizando a métrica da distância de Manhattan.

## Vizinhança de Von Neumann de raior
Uma extensão da vizinhança de Von Neumann descrita anteriormente pega um conjunto de pontos que estão à uma distancia r > 1 de acordo com a distância de Manhattan. Isso resulta em uma região em formato de losango. Estas são as vizinhanças de Von Neumann de raio ou extensão r. O número de células em uma vizinhança de Von Neumann de dimensão d de raio r é o número de Delannoy D(d,r).